# Budynek portierni pałacowej w Siemianowicach Śląskich
Budynek portierni pałacowej w Siemianowicach Śląskich – zabytkowy budynek dawnej portierni, położony w Siemianowicach Śląskich przy ulicy Fryderyka Chopina 1a, w dzielnicy Centrum. Stanowi część kompleksu pałacowo‑parkowego, w ramach którego wchodzi również Park Miejski i pałac. Wpisany jest do rejestru zabytków pod numerem A/429/15.
Budynek portierni pałacowej powstał w XIX wieku. Został on wybudowany z kamienia i ma charakterystyczne, ostrołukowe okna w typie okien gotyckich. Pierwotnie mieściła się w nim izba strażnika bramnego. Budynek został wpisany do rejestru zabytków 2 lutego 2015 roku. Jest własnością prywatną. W 2015 roku rozpoczęto prace renowacyjne starej portierni w uzgodnieniu ze Śląskim Wojewódzkim Konserwatorem Zabytków. Zakończono je w czerwcu 2016 roku. W odnowionym budynku urządzono gabinety lekarskie.